# Université d'Akureyri
L'Université d'Akureyri (Háskólinn á Akureyri) est une institution récente. Fondée le 5 septembre 1987 dans la ville d'Akureyri au Nord de l'Islande, elle a compté 1 382 étudiants en 2007.

## Relations internationales
L'université est membre de l’Université de l'Arctique. UArctic est un réseau international d’universités, d’instituts de recherche et d’organisations ayant pour but de promouvoir, coordonner et soutenir la recherche ainsi que l’éducation en régions arctiques.

## Corps professoral
- Thoroddur Bjarnason